# Kareem Moses
Kareem Moses (Port of Spain, 11 febbraio 1990) è un calciatore trinidadiano, difensore del JBK.

## Carriera

### Club
Ha giocato nella prima divisione trinidadiana, canadese e finlandese.

### Nazionale
Nel 2012 ha esordito in nazionale.

## Statistiche

### Cronologia presenze e reti in nazionale
Aggiornato al 15 giugno 2023

| Cronologia completa delle presenze e delle reti in nazionale ― Trinidad e Tobago | Cronologia completa delle presenze e delle reti in nazionale ― Trinidad e Tobago | Cronologia completa delle presenze e delle reti in nazionale ― Trinidad e Tobago | Cronologia completa delle presenze e delle reti in nazionale ― Trinidad e Tobago | Cronologia completa delle presenze e delle reti in nazionale ― Trinidad e Tobago | Cronologia completa delle presenze e delle reti in nazionale ― Trinidad e Tobago | Cronologia completa delle presenze e delle reti in nazionale ― Trinidad e Tobago | Cronologia completa delle presenze e delle reti in nazionale ― Trinidad e Tobago |
| Data                                                                             | Città                                                                            | In casa                                                                          | Risultato                                                                        | Ospiti                                                                           | Competizione                                                                     | Reti                                                                             | Note                                                                             |
| -------------------------------------------------------------------------------- | -------------------------------------------------------------------------------- | -------------------------------------------------------------------------------- | -------------------------------------------------------------------------------- | -------------------------------------------------------------------------------- | -------------------------------------------------------------------------------- | -------------------------------------------------------------------------------- | -------------------------------------------------------------------------------- |
| 16-8-2012                                                                        | Edmonton                                                                         | Canada                                                                           | 2 – 0                                                                            | Trinidad e Tobago                                                                | Amichevole                                                                       | -                                                                                | 77’                                                                              |
| 14-10-2012                                                                       | Basseterre                                                                       | Trinidad e Tobago                                                                | 10 – 0                                                                           | Anguilla                                                                         | Qual. Coppa dei Caraibi 2012                                                     | -                                                                                | 54’                                                                              |
| 16-11-2012                                                                       | Bacolet                                                                          | Trinidad e Tobago                                                                | 3 – 0                                                                            | Suriname                                                                         | Qual. Coppa dei Caraibi 2012                                                     | -                                                                                | 60’                                                                              |
| 18-11-2012                                                                       | Bacolet                                                                          | Trinidad e Tobago                                                                | 1 – 0                                                                            | Cuba                                                                             | Qual. Coppa dei Caraibi 2012                                                     | -                                                                                |                                                                                  |
| 27-3-2013                                                                        | Lima                                                                             | Perù                                                                             | 3 – 0                                                                            | Trinidad e Tobago                                                                | Amichevole                                                                       | -                                                                                | 87’                                                                              |
| 7-6-2013                                                                         | Tallinn                                                                          | Estonia                                                                          | 1 – 0                                                                            | Trinidad e Tobago                                                                | Amichevole                                                                       | -                                                                                | 78’                                                                              |
| 7-10-2017                                                                        | San Luis Potosí                                                                  | Messico                                                                          | 3 – 1                                                                            | Trinidad e Tobago                                                                | Qual. Mondiali 2018                                                              | -                                                                                |                                                                                  |
| 25-3-2022                                                                        | Port of Spain                                                                    | Trinidad e Tobago                                                                | 9 – 0                                                                            | Barbados                                                                         | Amichevole                                                                       | -                                                                                |                                                                                  |
| 30-3-2022                                                                        | Port of Spain                                                                    | Trinidad e Tobago                                                                | 1 – 1                                                                            | Guyana                                                                           | Amichevole                                                                       | -                                                                                | 36’                                                                              |
| 4-6-2022                                                                         | Managua                                                                          | Nicaragua                                                                        | 2 – 1                                                                            | Trinidad e Tobago                                                                | CONCACAF Nations League 2022-2023 - 1º Turno                                     | -                                                                                |                                                                                  |
| 7-6-2022                                                                         | Port of Spain                                                                    | Trinidad e Tobago                                                                | 1 – 0                                                                            | Bahamas                                                                          | CONCACAF Nations League 2022-2023 - 1º Turno                                     | -                                                                                |                                                                                  |
| 14-6-2022                                                                        | Port of Spain                                                                    | Trinidad e Tobago                                                                | 4 – 1                                                                            | Saint Vincent e Grenadine                                                        | CONCACAF Nations League 2022-2023 - 1º Turno                                     | -                                                                                |                                                                                  |
| 25-9-2022                                                                        | Chiang Mai                                                                       | Thailandia                                                                       | 2 – 1                                                                            | Trinidad e Tobago                                                                | Amichevole                                                                       | -                                                                                |                                                                                  |
| 24-3-2023                                                                        | Nassau                                                                           | Bahamas                                                                          | 0 – 3                                                                            | Trinidad e Tobago                                                                | CONCACAF Nations League 2022-2023 - 1º Turno                                     | 1                                                                                |                                                                                  |
| 28-3-2023                                                                        | Bacolet                                                                          | Trinidad e Tobago                                                                | 1 – 1                                                                            | Nicaragua                                                                        | CONCACAF Nations League 2022-2023 - 1º Turno                                     | -                                                                                |                                                                                  |
| 24-6-2023                                                                        | Fort Lauderdale                                                                  | Trinidad e Tobago                                                                | 3 – 0                                                                            | Saint Kitts e Nevis                                                              | Gold Cup 2023 - 1º turno                                                         | -                                                                                |                                                                                  |
| 28-6-2023                                                                        | Saint Louis                                                                      | Giamaica                                                                         | 4 – 1                                                                            | Trinidad e Tobago                                                                | Gold Cup 2023 - 1º turno                                                         | -                                                                                |                                                                                  |
| 11-9-2023                                                                        | San Salvador                                                                     | El Salvador                                                                      | 2 – 3                                                                            | Trinidad e Tobago                                                                | CONCACAF Nations League 2023-2024 - 1º turno                                     | -                                                                                | 73’                                                                              |
| Totale                                                                           |                                                                                  | Presenze                                                                         | 18                                                                               |                                                                                  | Reti                                                                             | 1                                                                                |                                                                                  |